# Стефан Нинов
Стефан Марков Нинов е български политик от Българската комунистическа партия (БКП). Той е последният комунистически кмет на София през 1986 – 1990 година.

## Биография
Стефан Нинов е роден на 31 май 1942 г. в Долни Дъбник, Плевенско. Член на БКП от 1963 г. През 1966 г. завършва Висшия инженерно-строителен институт в София. Там е секретар на комитета на ДКМС. След това работи последователно като инструктор и завеждащ отдел в Градския комитет на ДКМС. По-късно е член на Бюрото и заместник-председател на Съвета за работа със студентите към ЦК на ДКМС. От 1970 г. е инструктор в Градския комитет на БКП в Плевен. На следващата година става началник на управление „Заводски строежи“. Впоследствие е заместник-председател на Изпълнителния комитет на Общинския народен съвет. Бил е заместник генерален директор на ДСО „Промишлено строителство“.
Между 1976 и 1979 г. е заместник-председател на Изпълнителния комитет на столичния народен съвет, както и член на Градския комитет на БКП в София. През 1979 г. е назначен за председател на Изпълнителния комитет на ОНС в Плевен, а от 1983 г. е първи секретар на Окръжния комитет на БКП в града. От 1981 до 1986 г. е кандидат-член на ЦК на БКП.
Нинов е кмет на София (председател на Изпълнителния комитет на Столичния народен съвет) от 20 юни 1986 до 27 юли 1990 година. По това време е и член е на Бюрото на Градския комитет на БКП в София и е член на Централния комитет на БКП. Този период съвпада с финансовата криза от последните години на тоталитарния комунистически режим и повечето общински инвестиционни проекти са забавени или напълно замразени, макар по някои, като изграждането на жилищния комплекс „Овча купел“, да продължава да се работи.